# Peperomia zarzalana
Peperomia zarzalana är en pepparväxtart som beskrevs av Trel. & Yunck.. Peperomia zarzalana ingår i släktet peperomior, och familjen pepparväxter. Inga underarter finns listade i Catalogue of Life.